# Třída U 5 (1910)
Třída U 5 byla třída pobřežních ponorek německé Kaiserliche Marine z období první světové války. Celkem byly postaveny čtyři jednotky této třídy. Ve službě byly v letech 1910–1915. Všechny byly ve službě potopeny. Byly to první německé ponorky, které nebyly jen experimentálními plavidly, ale měly i určitou bojovou hodnotu.

## Stavba
Německá loděnice Germaniawerft v Kielu postavila celkem čtyři ponorky tohoto typu.
Jednotky třídy U 5:
| Jméno | Loděnice            | Založení kýlu | Spuštění na vodu  | Vstup do služby | Osud                                                                                                 |
| ----- | ------------------- | ------------- | ----------------- | --------------- | --- |
| U 5   | Germaniawerft, Kiel | 1908          | 8. ledna 1910     | červenec 1910   | Dne 18. prosince 1914 se v Lamanšském průlivu potopila na mině.                                      |
| U 6   | Germaniawerft, Kiel | 1908          | 18. května 1910   | srpen 1910      | Dne 15. září 1915 byla u norského pobřeží potopena britskou ponorkou HMS E-16.                       |
| U 7   | Germaniawerft, Kiel | 1909          | 28. července 1910 | červenec 1911   | Dne 21. ledna 1915 byl v Severním moři omylem potopena německou ponorkou SM U-22.                    |
| U 8   | Germaniawerft, Kiel | 1909          | 14. března 1911   | červen 1911     | Dne 4. března 1915 byla v Lamanšském průlivu potopena britskými torpédoborci HMS Maori a HMS Gurkha. |

## Konstrukce

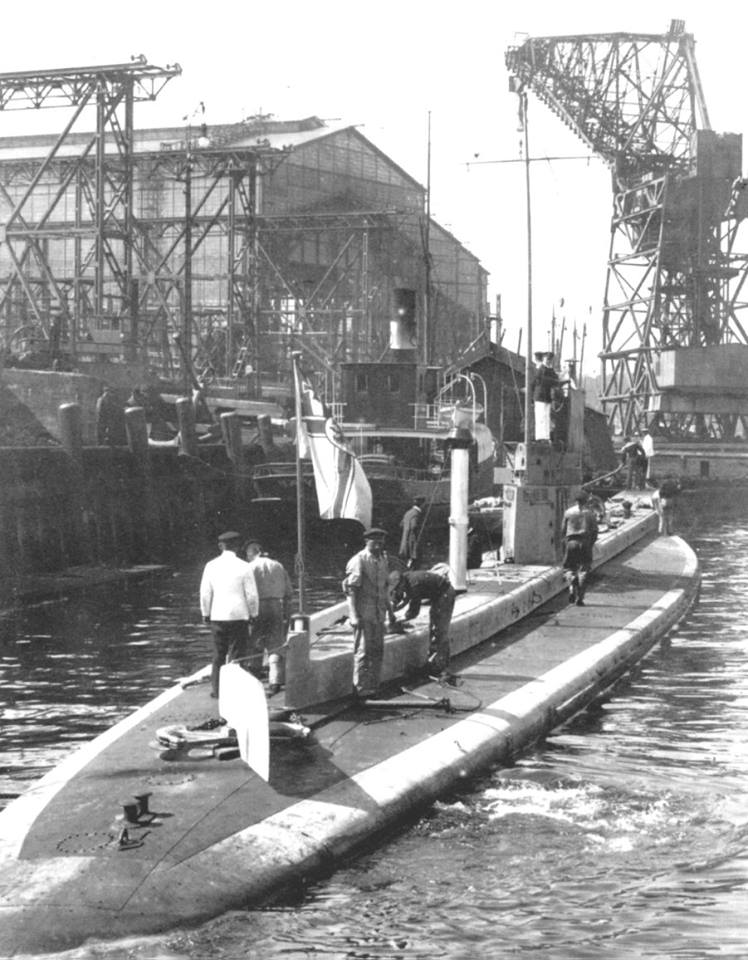
SM U 8

Ponorky měly dvojtrupou koncepci. Výzbroj tvořily čtyři 450mm torpédomety (dva příďové a dva záďové) se zásobou šesti torpéd. Pohonný systém tvořily dva motory Körting na petrolej o výkonu 900 bhp a dva elektromotory Siemens-Schuckert Werke o výkonu 1040 shp, pohánějící dva lodní šrouby. Nejvyšší rychlost dosahovala 13,4 uzlu na hladině a 10,2 uzlu pod hladinou. Dosah byl 1900 námořních mil při rychlosti 13 uzlů na hladině a 80 námořních mil při rychlosti 5 uzlů pod hladinou. Operační hloubka ponoru dosahovala 30 metrů.

### Modifikace
Během služby byly U 6 a U 8 vyzbrojeny 50mm kanónem (5 cm SK L/40).

## Služba
Ponorky byly bojově nasazeny za první světové války. V letech 1914–1915 byly všechny potopeny. U 5 absolvovala 2 patroly, aniž by dosáhla úspěchu. U 6 byla nejúspěšnější a během čtyř patrol její posádka potopila 16 plavidel a tři další zajala. U 7 absolvovala tři patroly bez jediného úspěchu a nakonec byla omylem potopena jinou německou ponorkou. Poslední U 8 byla potopena v průběhu první patroly, během které potopila pět plavidel.

## Případ lodního šroubu SM U 8
V roce 2014 potápěči ilegálně vyzvedli lodní šroub ponorky SM U 8. Britská policie historický artefakt zabavila v hrabství Kent. V červnu 2015 byl šroub předán německému námořnictvu v rámci ceremoniálu, který se uskutečnil na palubě fregaty Karlsruhe (F212) kotvící na námořní základně HMNB Portsmouth.